# Бисага (Корнат)
43° 48′ 30″ N 15° 16′ 59″ E / 43.80833° С; 15.28306° И
Бисага је ненасељено острвце у хрватском дијелу Јадранског мора. Налази се у Корнатском архипелагу између западне обале острва Корнат од којег је удаљена око 0,5 km и острвцета Мана. Дио је Националног парка Корнати. Њена површина износи 0,094 km², док дужина обалске линије износи 1,83 km. Највиши врх је висок 23 m. Грађена је од кречњака кредне старости, а на њеном крајњем сјеверозападном дијелу се налази пећина. Административно припада општини Муртер-Корнати у Шибенско-книнској жупанији.